# Eois brasiliensis
Eois brasiliensis là một loài bướm đêm trong họ Geometridae.